# I = PAT
I = PAT es la notación matemática de una fórmula propuesta para describir el impacto de la actividad humana en el medio ambiente.

## Desarrollo de la ecuación
De acuerdo a Barry Commoner, biólogo, profesor universitario y político estadounidense, y sus colegas, Paul R. Ehrlich y John Holdren, el impacto humano sobre el medio ambiente es una función del producto de la cantidad de población, el consumo de ésta (o de su afluencia) y la tecnología empleada. Así, según los autores:
- I = P × A × T

donde:
- I = impacto ambiental (emisiones)
- P = población (número de habitantes)
- A = afluencia, consumo (recursos/persona)
- T = tecnología (emisiones/consumo)

La ecuación fue desarrollada durante la década de los 70, momento en el que Commoner, por un lado, percibía el impacto humano sobre el medio ambiente de los Estados Unidos a partir de la Segunda Guerra Mundial como principalmente causado por los cambios tecnológicos que el país había experimentado y la consecuente aplicación de la tecnología, mientras que Ehrlich y Holdren eran de la opinión que tanto esos cambios tecnológicos, así como el aumento del consumo y muy especialmente el incremento poblacional, habían sido responsables del aumento de tal impacto.
La ecuación puede, por un lado, ayudar a entender algunos de los factores relacionados con el impacto ambiental de las actividades humanas, y por otro, ayuda a comprender por qué algunas de las predicciones desarrolladas entonces por autores como George Wald, Denis Hayes, Lester Brown, René Dubos, Sidney Ripley o el propio Paul Ehrlich, no se llegaron a materializar. Neal Koblitz llegó a calificar la ecuación de "matemática propagandística", acusando directamente a Ehrlich de querer influenciar en el público general.
A pesar de la simplicidad de la ecuación, ésta sirvió para la comprensión general del origen de los impactos ambientales y sentó las bases para el posterior desarrollo de otros enfoques y modelos más elaborados sobre el impacto humano sobre el medio ambiente, como por ejemplo,  con la identidad de Kaya, que describe el impacto de la actividad humana en unidades de CO2.